# Hemerocallidaceae
Classification APG II (2003)
Famille
Classification APG III (2009)
La famille des Hémérocallidacées regroupe des plantes monocotylédones. La circonscription est discutée : elle comprend environ vingt genres. Les mieux connus sont Hemerocallis et Phormium.
C'est une famille cosmopolite qui rassemble en plus du genre Hemerocallis des espèces précédemment classées dans les Phormiacées.

## Étymologie
Le nom vient du genre Hemerocallis, qui vient du grec ἡμέρα / hemera, « jour », et καλός / kalos, « beauté ». En effet, les fleurs de la plupart des espèces de ce genre s'épanouissent à l'aube et se fanent au coucher du soleil.

## Classification
Dans la classification classique, cette famille n'existe pas et ces plantes sont incluses dans les Liliacées.
La classification phylogénétique APG (1998) en a d'abord fait une famille appartenant à l'ordre des Asparagales.
En classification phylogénétique APG II (2003) cette famille est optionnelle, et ces plantes peuvent être incluses dans la famille Xanthorrhoeaceae.
En classification phylogénétique APG III (2009) cette famille est invalide et ses genres sont incorporés dans la famille Xanthorrhoeaceae sous-famille Hemerocallidoideae.
En classification phylogénétique APG IV (2016), la famille des Asphodelaceae se substitue à la famille des Xanthorrhoeaceae.